# Vilhelm Friederichsen
Heinrich Vilhelm Friederichsen (6. maj 1841 i København – 5. marts 1913) var en dansk arkitekt kendt for sit hospitalsbyggeri i senklassicistisk stil.

## Uddannelse
Vilhelm Friederichsen var søn af tømrersvend Peter Wilhelm Friederichsen og Helene Theresia Seerup. Som dreng lærte han tømrerhåndværket i halvandet år, var på Teknisk Institut i tre vintre og gik senere på Kunstakademiet, hvor han blev optaget i oktober 1856, og hvorfra han i 1865 fik afgangsbevis som arkitekt. Ved sin afgang marts 1865 blev alt antaget på nær en manglende perspektivtegning; en sådan blev indsendt juli 1865, men ikke antaget. Marts 1864 vandt han den lille sølvmedalje og 1886 modtog han C.F. Hansen Medaillen for Sankt Johannes Stiftelse. Han var på en længere studierejse til Italien.

## Hovedværker
Han var elev af G.F. Hetsch og Christian Hansen og har af selvstændige arbejder opført Øresundshospitalet 1876, Blegdamshospitalet 1878-80, den første del af de offentlige Slagtehuse 1881 og Sankt Johannes Stiftelsen i Ryesgade 1883-86, alle i København, samt nogle Tivolibygninger og et stort antal privathuse i København og på Frederiksberg. Han udarbejdede desuden projekter til flytningen af det kgl. Frederiks Hospital, den kgl. Fødselsstiftelse og de lægevidenskabelige institutioner i København og til en epidemibygning til Frederikssunds Amtssygehus. 1875-1889 var han bygningsinspektør i Københavns Kommunes 1. bygningsdistrikt.

## Stil
Skønt Friederichsen udfoldede en ualmindelig rig virksomhed som praktisk bygmester, forfaldt han aldrig til rutine- eller hastværksarbejde; hans offentlige bygninger er i det ydre prægede af en vis storladen ro og simpelhed, som godt harmonerer med deres bestemmelse.
Sine vigtigere bygninger komponerede Friederichsen i en enkel, værdig og naturlig italiensk højrenæssancestil. Han viste sig heri – selv om han ikke var helt fri for den nye tids mere skabelonmæesige maner – som en efterfølger af klassicismen der regnede også, denne stil til sine forbilleder. Selv betragtede han som sine lærere G.F. Hetsch og Christian Hansen; navnlig fra denne sidste stammer muligvis hans forkærlighed for gule mursten og skifertage, for murstenens vedkommende, i en vis modsætning til tidens stigende interesse for rødstensbygninger. I hans betydeligste arbejde, Sankt Johannes Stiftelsen, udmærker hovedbygningen mod Ryesgade sig ved monumentalt store forhold, medens bygningen mod Dosseringen, der senere er revet ned, var afstemt efter sin mere landskabelige beliggenhed. For øvrigt komponerede Friedrichsen også i historiske stilarter og deltog i tidens opdyrkning af murværket, fx Vodroffsvej 7 med facade i romansk stil af røde mursten. I praktisk henseende og som bygningsinspektør var han ligeledes en dygtighed.
Han udstillede på Charlottenborg Forårsudstilling 1864-65 (med 2 værker) og på Rådhusudstillingen 1901.
Han blev gift 26. juli 1867 på Frederiksberg med Anna Kirstine Katharina Madsen (26. april 1842 i Asperup – 4. april 1927 i København), datter af forvalter, senere branddirektør, kancelliråd Niels Madsen og Mariane Sarine Johansen. Han er begravet på Assistens Kirkegård.

## Værker

### Sygehuse mm.
- Øresundshospitalet, Carl Nielsens Allé, København (1875-76)
- Blegdamshospitalet, Blegdamsvej, København (1876-79, nedrevet 1974)
- Sankt Johannes Stiftelse, fra 1919 Almindelig Hospital, Ryesgade og ved Sortedams Dossering (1883-85, C.F. Hansen Medaillen, sydfløj nedrevet) Bygningsregister
- Amts- og bysygehuset i Frederikssund (1891)[1]
- Præstø Amts Sygehus, Peblingerende, Stege (1892)
- Epidemihus ved Præstø Amts Sygehus, Ringstedgade, Næstved (1892 og 1904)

### Andre bygninger
- Dannebrogsgade 24, København (1862)
- Beboelsesejendommen Vodroffsvej 7 (1868-69) og sandsynligvis nr. 5 (1867) og nr. 9, Frederiksberg (1866, disse også tilskrevet J.A. Stillmann)[2]
- Viktoriagade 16, København (1867)
- Vesterbrogade 55, København (1868)
- Absalonsgade 22, København (1869)
- Vesterbrogade 73 B/Saxogade 2, København (1869)
- Frederiksberg Allé 2, Frederiksberg (1871)
- Villaen Hauchsvej 13, Frederiksberg (1871)
- 5 ejendomme på Gammelholm, København (1872, s.m. Frederik Bøttger)
- Den første del af de offentlige slagtehuse ml. Kvægtorvet og Vestre Gasværk (1881, åbnet 1883)
- Trommesalen 1 og 3 (1883, nr. 1 nedrevet)
- Mynstersvej 3, Frederiksberg (1884)
- Vesterbrogade 66, København (1884)
- Viktoriagade 14, København (1885)
- Tullinsgade 23, København (1890)
- Vesterbrogade 39-41, København (1891)
- Skole mm. for Den Katolske Kirke i Danmark, Boyesgade 8 med Rosenkranskirken, København (1891-92, kirken nedlagt 1942, omdannet til Radiofabrikken Always, sprængt i luften 27. marts 1945 og nedrevet)
- Borger- og Realskole i Egestræde, Store Heddinge (1896)
- Vesterhus med Mariahjemmet og Skt. Knuds Kapel (senere nedlagt), Vester Voldgade 115, København (1902)
- Sporvejsselskabets vognremiser i Århusgade 101 og Blegdamsvej 132 ved Trianglen, København (1900-02, sammen med ingeniør Johansen, ombygget i 1980'erne)
- Udvidelse af sporvognsremisen i Bragesgade 5 på Nørrebro (1900-02, nu Nørrebrohallen)
- Nogle bygninger i Tivoli

## Projekter
- Flytning af Det kgl. Frederiks Hospital, Den kgl. Fødselsstiftelse og de lægevidenskabelige institutter (1888, ufærdigt projekt)
- Forslag til Rigshospitalet (1895, sammen med den 1892 nedsatte kommission)
- Det Kongelige Teater (3. præmie 1871 sammen med P.C. Bønecke)